# Médersa Attarine

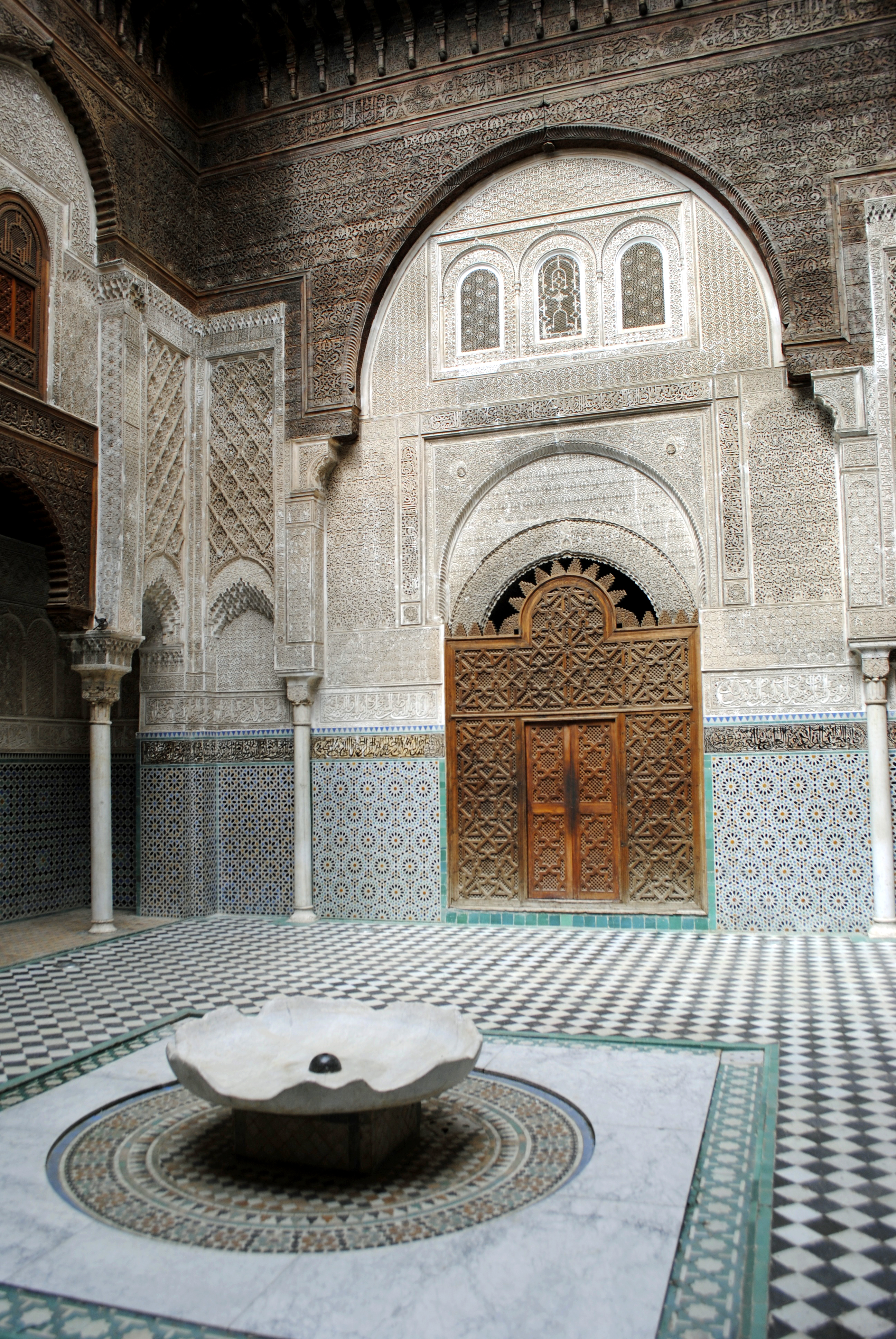
Le patio de la médersa Attarine.

La médersa Attarine (مدرسة العطارين) est une ancienne école coranique de Fès, au Maroc.
Cette médersa fut construite entre 1323 et 1325 par le sultan mérinide Abou Saîd Othman. Elle fut nommée d'après le souk de parfums et d'épices attenant : le souk el-Attarine. Elle se situe à proximité de la Quaraouiyine. 